# Fortalesa de Yongtai
La fortalesa de Yongtai és un poble i una fortalesa històrica del municipi de Sitan, comtat de Jingtai, ciutat de Baiyin, Gansu, a la República Popular de la Xina. Construït el 1608 pels governants de la dinastia Ming, per tal de defensar-se dels atacs de les minories del nord, hi va estacionar 2.000 soldats d'infanteria i 500 unitats de cavalleria. Tot el fort està tancat per un mur de terra batuda que inclou torres defensives. A causa de la desertització, el poble ara està majoritàriament abandonat, passant de 1500 persones als anys 1950 a unes 100 actualment.